# Neurolupus
Le neurolupus (ou Neuropsychiatric systemic lupus erythematosus ou NPSLE pour les anglophones) est le nom donné à un ensemble hétérogène de manifestations cliniques (psychologique et psychiatriques), qui sont les manifestations les moins bien comprises, mais parmi les plus fréquentes du lupus érythémateux disséminé (maladie auto-immune touchant principalement la peau et les articulations pour ce qui concerne les symptômes visibles).
Les manifestations les plus fréquentes (50 à 80 % des cas selon les auteurs) de cette maladie sont des dysfonctionnements cognitifs légers, modérés à sévère (ces dysfonctionnement sont observés dans 11 à 54 % des cas (selon les auteurs, voire jusqu’à 80%) et des céphalées observées dans 24 à 72 % des cas (mais l’association a été controversée), il s’agit pour ces céphalées de migraines avec ou sans aura, de céphalées de tension ou d’HTIC bénigne. Cette maladie est souvent résistante aux médicaments, mais de nouveaux traitements sont développés depuis les années 2000,.
Une classification établie en 1999 par l’American College of Rheumatology (ACR) a proposé un consensus de 12 définitions de manifestations neurologiques centrales et de sept définitions de manifestations neurologiques périphériques attribuables au lupus (« neurolupus »).

## Éléments de définition
On parle de « neurolupus » pour décrire les cas où les manifestations d’atteinte du système nerveux central dépassent nettement celles dues à des atteintes du système nerveux périphérique, ce qui implique outre des atteintes focales (Myélite transverse, accident vasculaire cérébral) la présence d’une psychose, d'anxiété, de dépression ou d’autres signes d’atteinte cérébrale. Ces manifestations apparaissent en l'absence d'autres cause médicamenteuse ou métabolique (Insuffisance rénale chronique ou aiguë/terminale, acidocétose ou désordres hydroélectrolytiques).
Le lupus peut être « actif » ou « quiescent »,.
Il est souvent difficile de savoir si tout ou partie de ces manifestations sont liées au lupus ou induites par le traitement (quand elles apparaissent après le traitement notamment) ou s’il s’agit d’une coïncidence ; c’est alors le diagnostic différentiel peut donner des indications en faveur ou non de l’exclusion des autres causes possibles des syndromes observés. Il est complété par des éléments de diagnostic provenant de la clinique, la biologie et l’imagerie médicale, recherchés parallèlement.

## Diagnostic
Selon le Pr Levesque, pour poser un bon diagnostic, le médecin doit exclure les manifestations les moins spécifiques (anxiété, dépression modérée, atteinte cognitives et neuropathies non objectivées, céphalées...) ; la Prévalence parmi les cas possibles chute alors à 46 % (contre 91 % initialement) (OR : 7) et la « Spécificité » passe à 93 % (contre 46 % initialement).
À titre d’exemple, une étude ayant comparé 46 patients lupiques à 46 personnes-témoins a conclu à la présence de manifestations neuropsychiatriques chez 91 % des patients lupiques contre « seulement » 54 % des cas chez les témoins.
 Classification établie en 1999 par l’American College of Rheumatology (ACR) 
basé sur 12 définitions de manifestations neurologiques centrales et sept définitions de manifestations neurologiques périphériques pouvant être attribuées au « neurolupus ».
| Système nerveux central : | Système nerveux périphérique             |
| --- | ---------------------------------------- |
| 1. Méningite aseptique | 13. Syndrome de Guillain-Barré           |
| 2. Maladie cérébrovasculaire | 14. Atteinte du système nerveux autonome |
| 3. Syndrome démyélinisant | 15. Mononeuropathies                     |
| 4. Céphalées | 16. Myasthénie                           |
| 5. Chorée | 17. Atteinte des nerfs crâniens          |
| 6. Myélite | 18. Plexopathie                          |
| 7. Convulsions | 19. Polynévrite                          |
| 8. Confusion aiguë |                                          |
| 9. Anxiété |                                          |
| 10. Dysfonction cognitive, qui peut évoluer avec la durée et la progression de la maladie, avec : - troubles de l'attention et de la concentration; - dégradation de la mémoire - Troubles de la production verbale - diminution de la compétence visuelle et spatiale - Troubles de la rapidité psychomotrice. |                                          |
| 11. Troubles de l'humeur |                                          |
| 12. Psychose |                                          |

Le tableau ci-dessus (issu du consensus de 1999) présente l'intérêt d'une nomenclature commune harmonisant la terminologie des manifestations neuropsychiatriques. Il permet une meilleure comparabilité des études lancées depuis 1999, mais plusieurs études publiées depuis ont conclu à une prévalence du neurolupus variant entre 20 et 97 %, ce qui confirme si besoin était la grande difficulté diagnostique et/ou l’hétérogénéité de ces manifestations. Il est toujours difficile de classer certains événement secondaire (« réactionnel ») observés chez le patient lupique comme induits par la maladie ou complètement indépendant de celle-ci.
Le diagnostic s'inscrit dans celui du LED qui est lui-même toujours délicat car les symptômes ne sont pas spécifiques à la maladie, et ils sont très variables selon les patients.
Selon le Pr Levesque (en 2010) , si quatre critères parmi les onze retenus ci-dessous sont réunis, certains auteurs considèrent qu'il y a LED avec une sensibilité et spécificité de 96 % :
1. Rash malaire
2. Lupus discoïde
3. Photosensibilité
4. Ulcérations orales ou nasopharyngées
5. Arthrite non érosive touchant au moins 2 articulations périphériques
6. Pleurésie ou péricardite
7. Protéinurie > 0,5 g/jour ou cylindrurie
8. Convulsions ou psychose
9. ou 
- anémie hémolytique ou 
- leucopénie <4000/μl constatée à 2 reprises ou
- lymphopénie <1500/μl constatée à 2 reprises ou 
- thrombopénie <100 000/μl en l'absence de drogues cytopéniantes ;
10. 10 anticorps anti ADN natif ou anticorps anti Sm ou sérologie syphilitique dissociée constatée à 2 reprises en 6 mois, ou anticoagulant circulant de type lupique ou anticorps anti-cardiolipine ;
11. Titre anormal de facteurs anti-nucléaires en l'absence de drogues inductrices.

## Causes et facteurs favorisants
Le « neurolupus » correspond à des lésions neuronales induites par l'activation indue de divers cytokines inflammatoires, auto-anticorps et complexes immuns, ces lésions étant liées à une vasculopathie, des réactions cytotoxiques et aux effets des auto-anticorps.
Les facteurs favorisants (exogènes et endogènes) sont a priori parmi ceux qui ont été identifiés pour le LED (Lupus érythémateux diffus)

## Traitements
Les causes étant a priori multiples, la gestion de la maladie (NPSLE) est « multimodale », mais ne semble pas avoir déjà fait l'objet d'études très poussées.
Les patients sont d’abord traités par des médicaments anti-inflammatoires non stéroïdiens, des anticoagulants et des immunosuppresseurs tels que le cyclophosphamide, l'azathioprine, le mycophénolate mofétil et le méthotrexate.
Dans les années 2000, des cas résistant à aux traitements classiques ont pu être traités,, (avec des rechutes parfois) par immunoglobuline en intraveineuse (IVIG), plasmaphérèse et rituximab ont été utilisés.
Un traitement symptomatique d'appoint vient compléter ces thérapies en ciblant les troubles de l'humeur et d'éventuels comportements psychotiques, troubles cognitifs, convulsions ou migraines.
Dans les années 2000-2010 de nouveaux agents biologiques sont testés dont le Belimumab (anticorps monoclonal humain ciblant stimulateur des lymphocytes B). L'AMM (autorisation de mise sur le marché) du Belimumab stipule explicitement sa contre indication en cas d'atteinte neurologique liée au lupus.

## Épidémiologie
Les études épidémiologiques sur le neurolupus ont été rendues difficiles par les biais d'échantillonnage, la non-spécificité des symptômes, le manque de standardisation internationale des critères de diagnostic et le manque de population de référence (groupes témoins).